# Ludhiana

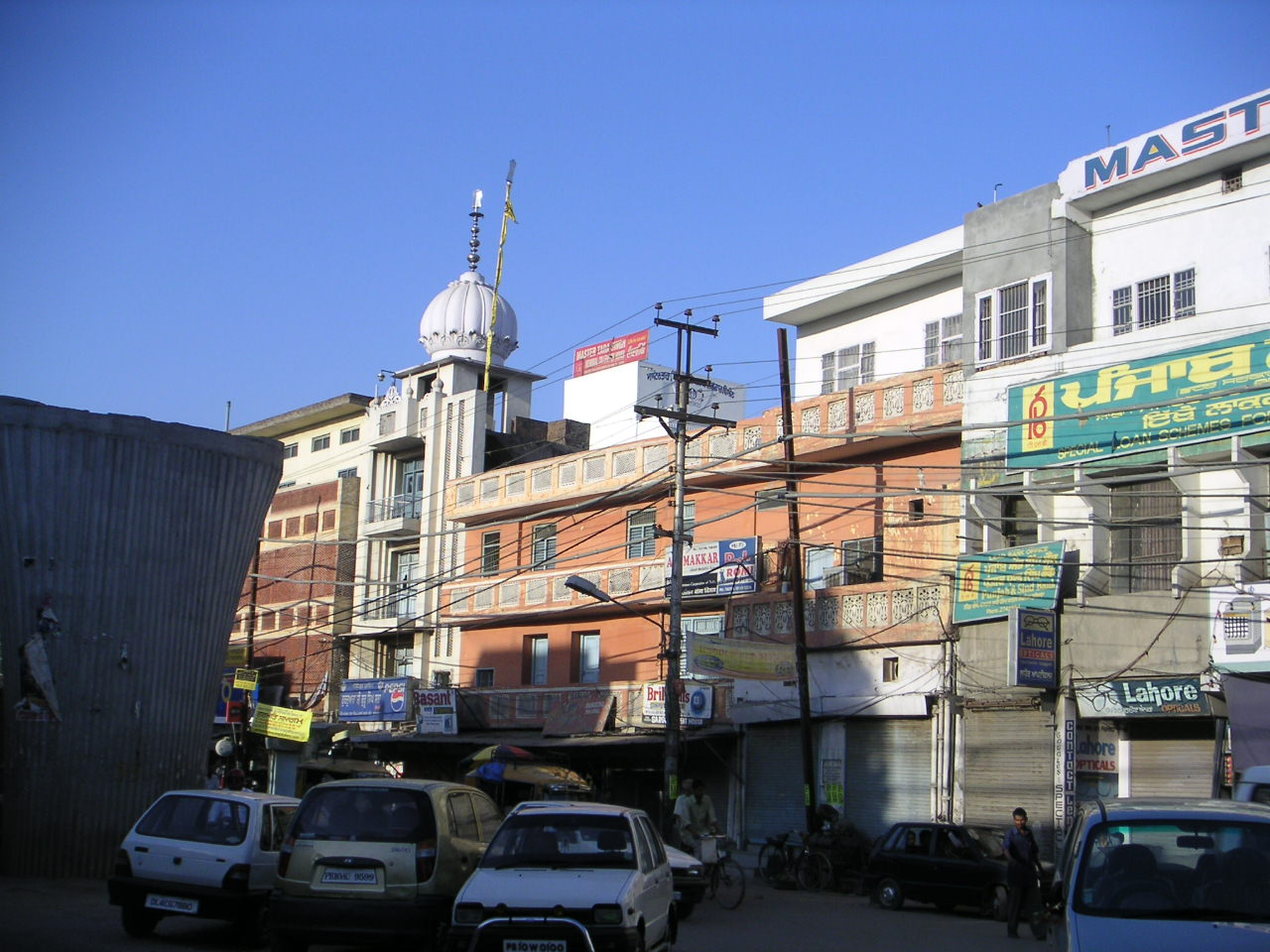
Gata i Ludhiana.

Ludhiana är den största staden i den indiska delstaten Punjab, vid Sutlejs gamla bädd invid järnvägen mellan Lahore och Delhi. Den är huvudort för ett distrikt med samma namn, och folkmängden uppgick till 1 618 879 invånare vid folkräkningen 2011. Ludhiana är en industristad, känd framför allt för tillverkning av cyklar, konfektion (kashmirsjalar, bomullstyger, skärp, turbaner), symaskiner och maskindelar. Ludhiana har traditionellt även livlig handel med spannmål och salpeter.